# 1-cloro-2-buteno
El 1-cloro-2-buteno, llamado también cloruro de crotilo, es un compuesto orgánico de fórmula molecular C4H7Cl. Es un haloalqueno lineal de cuatro carbonos con un átomo de cloro unido a uno de los carbonos terminales y un doble enlace entre los carbonos 2 y 3.
Existen dos diasteroisómeros de este compuesto, Z y E.

## Propiedades físicas y químicas
A temperatura ambiente, el 1-cloro-2-buteno es un líquido incoloro de olor irritante con una densidad inferior a la del agua, ρ = 0,929 g/cm³. Tiene su punto de ebullición a 84 °C y su punto de fusión a -65 °C.
El valor del logaritmo de su coeficiente de reparto, logP ≃ 2,17, indica que es más soluble en disolventes apolares que en disolventes polares.
Es poco soluble en agua, en proporción de 14 g/L.
Es incompatible con agentes oxidantes fuertes.

## Síntesis
El 1-cloro-2-buteno se puede sintetizar haciendo reaccionar alcohol crotílico con tricloruro de fósforo en presencia de piridina.
Si la cloración se lleva a cabo con tetraclorometano y trifenilfosfina la conversión es total.
Este compuesto también se prepara por reacción de 1,3-butadieno —disponible a partir del craqueo del petróleo— con cloruro de hidrógeno en un disolvente polar, como ácido acético.
Como catalizadores de esta reacción se pueden usar sales de cualquier metal polivalente por debajo del calcio, entre ellas cloruros, nitratos, bromuros y yoduros, de metales como cobre, cobalto, manganeso, magnesio y zinc, entre otros.
Las sales de cobre son especialmente eficaces, particularmente el cloruro de cobre (I).

## Usos
La dihidroxilación asimétrica del 1-cloro-2-buteno permite obtener 1-cloro-2,3-butanodiol. Para esta reacción se emplea la mezcla de reactivos AD-mix-β, bicarbonato sódico y metanosulfonamida (MsNH2), con lo que se alcanza un rendimiento del 95%.
Por otra parte, la reacción de este clorolqueno con una sal de 2-nitropropano, en presencia de un catalizador de paladio, sirve para preparar el correspondiente nitroalcano de alilo.
La reacción de 1-cloro-2-buteno con dietilamina proporciona N,N-dietilbut-2-en-1-amina con un buen rendimiento (85%) sin necesidad de disolvente, pero cuando se usa benceno con ese fin, el rendimiento disminuye considerablemente.
Igualmente, la alquilación de urea con 1-cloro-2-buteno en hidróxido sódico acuoso produce tricrotilamina  con un rendimiento del 50%.
El 1-cloro-2-buteno reacciona fácilmente con estanil-litios a baja temperatura para proporcionar buenos rendimientos de los alilestananos correspondientes.
Este compuesto también se ha utilizado para cloroalilación de éteres aromáticos de inol.

## Precauciones
El 1-cloro-2-buteno es un compuesto muy inflamable, siendo su punto de inflamabilidad -5 °C y su temperatura de autoignición 510 °C. Sus vapores pueden formar mezclas explosivas con el aire. Al arder puede generar gases tóxicos como cloruro de hidrógeno y monóxido de carbono.
Por otra parte, el contacto con este producto provoca quemaduras severas en la piel y daños serios en los ojos.